# Panormos
Panormos (in greco Πάνορμος?) è una ex comunità della Grecia nella periferia dell'Egeo Meridionale (unità periferica di Tino) con 679 abitanti secondo i dati del censimento 2001.
È stata soppressa a seguito della riforma amministrativa, detta Programma Callicrate, in vigore dal gennaio 2011 ed è ora compresa nel comune di Tino.
Il territorio comprende la parte settentrionale dell'isola di Tinos.